# 茨开乌头
茨开乌头（学名：Aconitum souliei）为毛茛科乌头属下的一个种。

## 扩展阅读
- 維基物種上的相關：茨开乌头